# Nyelvjárási tudat
Nyelvi tudat a beszélőknek az anyanyelvükkel kapcsolatos ismeretegyüttese. Körébe tartoznak a nyelvi intuíciók, nyelvérzék, nyelv kompetencia, nyelvhasználatról való reflexiók. A nyelvjárási tudat a nyelvi tudat része, ami a nyelvjárási beszélőknek van.
A nyelvi tudat a nyelvhasználatot alapvetően meghatározó tényező, mely irányítja a nyelv használatakor történő választásokat, például, hogy az adott nyelvjárási beszélő nyelvjárásban szólal-e meg, vagy sem. A nyelvjárási tudat megváltozása kihat a beszélő nyelvhasználatára: ezt a megváltozott tudatot bizonyítja, hogy sok beszélő meghatározott helyzetben nyelvjárását kerülendőnek érzi. Ezt igazolja a nyelvi attitűdjük változása ezekben a helyzetekben, illetve a beszédhelyzet szerinti kódváltás.
A nyelvjárási beszélők nyelvi tudatát formálja az a társadalmi és nyelvi környezet, amelyben élnek.
"Negatív" nyelvjárási tudatról beszélhetünk abban az esetben, ha valaki nem vállalja nyelvhasználatának nyelvjárási elemeit, ennek következtében bizonyos helyzetekben igyekszik leplezni szégyellt kiejtését, szóhasználatát. Pozitív nyelvjárási tudat jellemzi azokat, akik minden szituációban és társaságban felvállalják a köznyelvtől eltérő beszédüket. Ma ez egyre kevesebb nyelvjárási beszélőt érint.